# Liste der Studentnationen in Uppsala
In Uppsala gibt es derzeit 13 Studentnationen, in denen die Studenten der Universität Uppsala organisiert sind.
Da der Studentenwerksbeitrag direkt an die Nation entrichtet wird, übernimmt die historisch aus Landsmannschaften hervorgegangene Nation die Interessenvertretung der Studierendenschaft. Darüber hinaus prägen die Natione das soziale Angebot für Studenten entscheidend durch ihre Angebote zu studentenfreudlichen Preisen, wie etwa Bars, Discotheken oder auch Restaurants, die exklusiv für Mitglieder von Nationen sind.

## Aktive Studentnationen in Uppsala
| Nation                       | Gründungsjahr | Mitgliederzahl | Inspektor             | Acronym   | Haus |
| ---------------------------- | ------------- | -------------- | --------------------- | --------- | ---- |
| Stockholms Nation            | 1649          | 4100           | Mats Kumlien          | Stocken   |      |
| Uplands Nation               | 1642          | ca. 2000       | Jacob Höglund         |           |      |
| Gästrike-Hälsinge Nation     | 1646          | ca. 2000       | Torkel Jansson        | GH        |      |
| Östgöta Nation               | 1646          | ca. 2600       | Prof. Ulf Pettersson  | ÖG        |      |
| Västgöta Nation              | 1639          | 1200           | Lars-Gunnar Larsson   | VG, Vegis |      |
| Södermanlands-Nerikes Nation | 1805          | ca. 3300       | Lennart Persson       | Snerikes  |      |
| Västmanlands-Dala Nation     | 1639          | ca. 5000       | Karolina Andersdotter | V-Dala    |      |
| Smålands Nation              | 1645          | ca. 1200       | Mattias Dahlberg      |           |      |
| Göteborgs Nation             | 1667          | 500            | Per Hansson           |           |      |
| oder Kalmar Nation           | 1663          | 1300           | Anders Ahlén          |           |      |
| ebenso Värmlands Nation      | 1660          | ca. 2800       | Lars Burman           |           |      |
| Norrlands Nation             | 1646          | ca. 7500       | Tore Frängsmyr        |           |      |
| Gotlands Nation              | 1681          | 700            | Lars Magnusson        |           |      |